# Водокачка (Україна)
Водока́чка (до 2016 — Петрівське) — село в Україні, у Воскресенській селищній громаді Миколаївського району Миколаївської області. Населення становить 338 осіб.

## Населення
Згідно з переписом УРСР 1989 року чисельність наявного населення села становила 258 осіб, з яких 109 чоловіків та 149 жінок.
За переписом населення України 2001 року в селі мешкало 337 осіб.

### Мова
Розподіл населення за рідною мовою за даними перепису 2001 року:
| Мова       | Відсоток |
| ---------- | -------- |
| українська | 92,01 %  |
| російська  | 7,10 %   |
| білоруська | 0,59 %   |
| інші       | 0,30 %   |